# Lars Sørlie
Lars Sørlie (Fredrikstad, 30 giugno 1962 – 10 giugno 2010) è stato un calciatore norvegese, di ruolo difensore.

## Carriera

### Club
Sørlie cominciò la carriera nello Østsiden, per poi passare al Fredrikstad, dove si ritagliò un discreto spazio fin dalla stagione d'esordio. Contribuì al successo finale nella Coppa di Norvegia 1984. Giocò poi nel Gresvik, per ritornare in seguito al Fredrikstad, non riuscendo ad impedire la retrocessione del club nella 2. divisjon, per la prima volta nella sua storia.

### Nazionale
Ha giocato nella nazionale norvegese Under-19.
Giocò 7 incontri per la Norvegia under 21. Esordì il 27 aprile 1982, quando fu titolare nel successo per 3-1 sulla Finlandia under 21.

## Palmarès

### Club

#### Competizioni nazionali
- Coppa di Norvegia: 1

Fredrikstad: 1984